# من گرگ خیالبافی هستم
من گرگ خیالبافی هستم نخستین مجموعه شعر الیاس علوی است که به عنوان برگزیده سومین دوره جایزه شعر خبرنگاران معرفی شده‌است.

## معرفی
من گرگ خیالبافی هستم نخستین مجموعه شعر این شاعر توجه منتقدان ادبی، جوایز شعر و همچنین مخاطب‌های شعر ادبیات را به او جلب کرد. شعرهای الیاس، آمیزه ای از نوستالژی، اعتراض، بدبینی (گاهی تا حد هیچ انگاری) و عشق و بالاخره هراس است. با زبانی شسته و لحنی بریده بریده و روایت‌هایی مدرن، روایت‌هایی که مرتب از اول شخص به دوم شخص و از دوم شخص به سوم شخص و از سوم شخص به دانای کلی غمگین می‌رسند. دانای کلی که به خاطر دانستن تمامی جزئیات وقایعی تلخ، محکوم به غمگین بودن است. به این خاطر هر وقتی شعر الیاس، وارد جزئیات می‌شود، تلخ ترمی شود.
این اثر به نیز در قالب یک پرفورمنس روی صحنه رفته و اجرا شده‌است. پرفورمنس شعرخوانی من گرگ خیالبافی هستم، ترکیبی از شعر و اجراست، با بهره‌گیری از شعرهای الیاس علوی شاعر افغان اجرا شد. و تا کنون چند بار تجدید چاپ شده‌است.

## جوایز
- من گرگ خیالبافی هستم در سومین دوره جایزه شعر خبرنگاران به عنوان برگزیده معرفی شد.[۷] اسدالله امرایی محمد هاشم اکبریانی، حسن گوهرپور، یاسین نمکچیان و رسول یونان داوری این دوره از رقابت را به عهده داشتند.

## نقد و بررسی
من پوک شده‌ام/ و جریان خون به مغزم نمی‌رسد/ مادر خوبم/ این کرم‌های سفید روی سرت از کجا آمده‌اند؟ / پدرم/ موهای درون گوشت بلندتر شده/ و تو زشت‌تر شده‌ای

- سعدی گلبیانی در نقد این مجموعه نوشته‌است: «شعرها در حال و فضایی اعتراض آمیز می‌گذرند: اعتراضی که البته در محتوا و درونه شعرها می‌گذرد نه در پیکره یا نحو زبان. از سویی، شاعران صدای آشنای روزگار خویشند و کاراکتر این شعرها نیز از این قاعده مستثنی نیست. پس صدای شعرهای این دفتر صدای انسانی است که ساختارهای قدرت او را چنان لهیده‌اند که او چار و ناچار خود را در لهیده شدن در همان ساختارها می‌جوید.»[۹]

- سید رضا محمدی نیز در نقد کتاب یاد شده نوشته‌است: «شعر الیاس، به ندرت می‌شود گفت از صنعت‌های مرسوم شعری در افغانستان سود برده‌است، شعری که تشبیه و مجاز و استعاره و تلمیح ندارد، اما درعوض، لف و نشر در شعر او، روایت‌های زنجیره ای هستند که از زنجیره ای به زنجیره ای دیگر، گره‌های روایت را می‌گشایند. فضای کلی شعر الیاس، نظامی است از امور نمادین که آبستن اسطوره‌ها و استعاره‌هایی نو هستند. به جای تشبیه، آنچه امور واقعی و امور خیالی نامیده می‌شود با هم می‌آمیزند و ریالیسمی تلخ، از رؤیاها و آرزوها و واقعیت‌های ساده را به نمایش درمی‌آورند.»[۱۰]